# ده ساجر
ده ساجر، روستایی از توابع بخش مرکزی شهرستان بافت در استان کرمان ایران است.
مردم ابن روستا ترک زبان و از طایفه فارسی مدان ایل افشار هستند و به لهجه ترکی افشاری تکلم میکنند.
فامیل اکثر افراد این روستا علیرضایی است. 

## جمعیت
این روستا در دهستان گوغر قرار دارد و براساس سرشماری مرکز آمار ایران در سال ۱۳۸۵، جمعیت آن ۷۱ نفر (۲۲خانوار) بوده‌است.